# Mario Mieruch

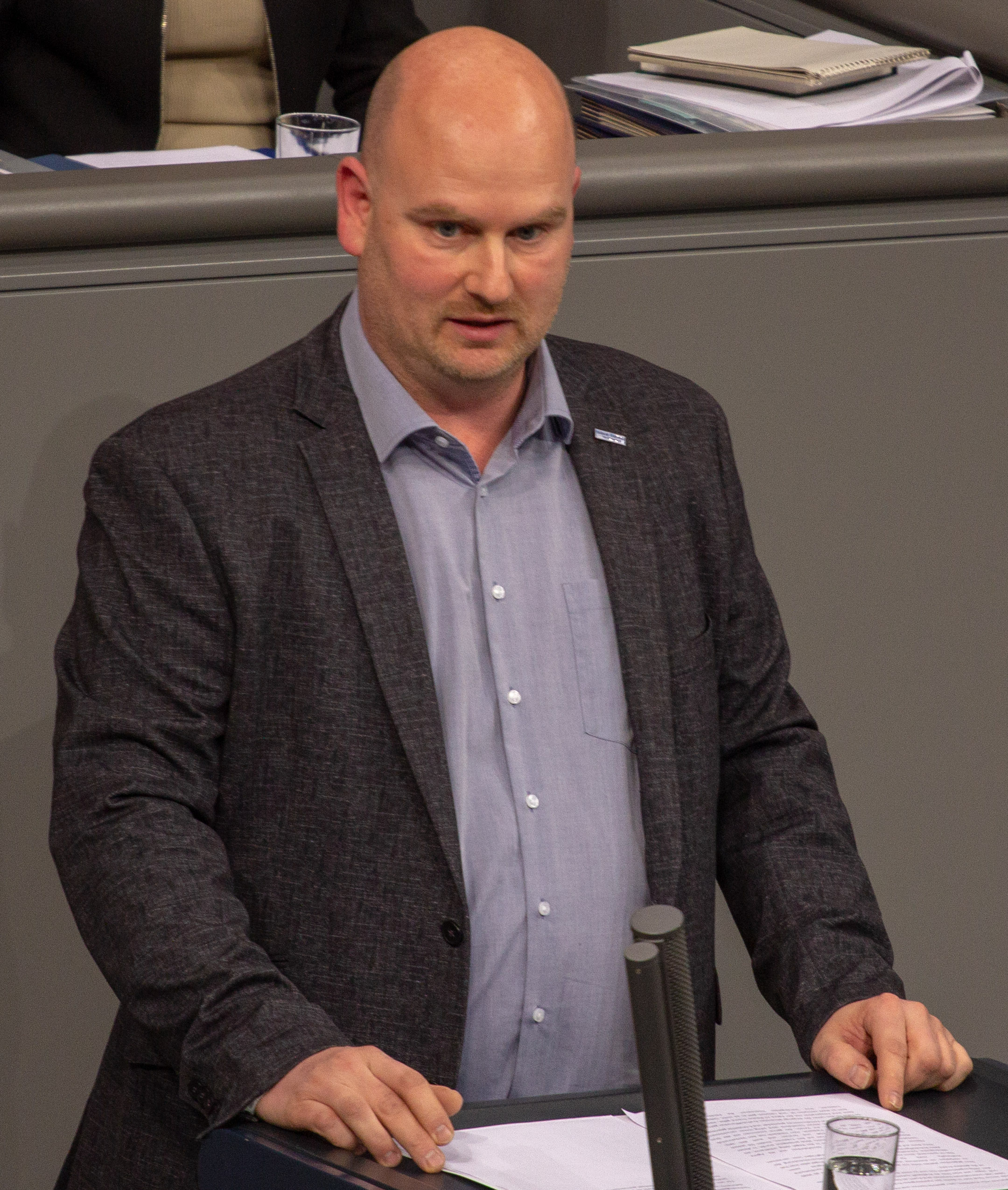
Mario Mieruch im Bundestag, 2019

Mario Mieruch (* 16. August 1975 in Magdeburg) ist ein deutscher Politiker (Bündnis Deutschland, zuvor LKR, Die blaue Partei, AfD). Er war von 2017 bis 2021 Mitglied des Deutschen Bundestages.

## Leben
Mario Mieruch wuchs in Friedrichroda auf und absolvierte dort 1994 das Abitur. Nach dem Abschluss der schulischen Ausbildung diente Mieruch von 1994 bis 2000 als Soldat auf Zeit bei der Bundeswehr und wurde als Unteroffizier der Fernmeldetruppe an verschiedenen bundesweiten Standorten, zuletzt an der Fernmeldeschule des Heeres eingesetzt.
2000 begann Mieruch ein duales Studium der Mechatronik an der Berufsakademie Stuttgart, welches er 2003 als „Diplom-Ingenieur (BA)“ abschloss. Seitdem arbeitete er für einen weltweit führenden Anbieter im Bereich der industriellen Automatisierungstechnik im regionalen Außendienst.
Er ist verheiratet und lebt in Märkische Heide.

## Politik

### Parteipolitik
Mieruch war Gründungsmitglied der AfD in Nordrhein-Westfalen, erster Sprecher des Bezirksverbandes Regierungsbezirk Münster und seit September 2013 Mitglied des Landesvorstandes NRW, bis zu seinem Ausscheiden zuletzt stellvertretender Landessprecher. Er forderte bereits 2014 innerhalb der jungen Partei eine klare Abgrenzung zu extremen Positionen. Er galt dabei als entschiedener Gegner von Christian Blex und zeichnete unter anderem auch die Initiative „Rote Karte für Höcke“. Mieruch gilt laut der Tageszeitung Die Welt als Vertrauter von Marcus Pretzell.
Nachdem er bei der Bundestagswahl 2017 über die Landesliste der AfD Nordrhein-Westfalen für die AfD in den 19. Deutschen Bundestag eingezogen war, erklärte er am 4. Oktober 2017, nicht der künftigen AfD-Bundestagsfraktion angehören zu wollen. Er begründete dies mit der nicht erfolgten Abgrenzung der Partei vom völkischen Flügel um den Thüringer AfD-Fraktionsvorsitzenden und Landeschef Höcke.

Er schloss sich der von Marcus Pretzell und dessen Ehefrau, der Bundestagsabgeordneten Frauke Petry, initiierten Blauen Partei an. Bis zu deren Auflösung zum 31. Dezember 2019 war er deren Landesvorsitzender in Thüringen. Trotz Rücktrittsforderungen seitens der AfD behielt er sein Abgeordnetenmandat und begründete dies damit, dass viele Wähler der AfD darauf setzten, dass sich die Partei von Höcke und seinem Umfeld trenne. Diese Wähler wären nun betrogen und hätten dann keine Stimme mehr im Parlament.
Am 7. November 2020 trat Mieruch den Liberal-Konservativen Reformern bei und wurde deren Generalsekretär. Zudem übernahm er das Amt des Landesvorsitzenden in Brandenburg.
Nachdem sich die Kritik am Führungsstil des LKR-Bundesvorsitzenden Jürgen Joost gehäuft hatte und es auch zu Unstimmigkeiten zwischen ihm und Mieruch gekommen war, trat dieser am 28. Juni 2021 von seinem Amt als Generalsekretär zurück. Nachfolger im Amt wurde Christian Wiesner vom Landesverband Bayern. Am 18. Dezember 2021 trat Mieruch mit zahlreichen weiteren Parteimitgliedern aus der LKR aus.
Seit Februar 2024 ist Mieruch Mitglied der Partei Bündnis Deutschland. Von Juli 2024 bis Juni 2025 war er Landesvorsitzender von Bündnis Deutschland in Brandenburg.

### Deutscher Bundestag (2017–2021)
Im 19. Deutschen Bundestag gehörte Mieruch als beratendes Mitglied dem Ausschuss für Bildung, Forschung und Technikfolgenabschätzung an. Mit Konstituierung des 20. Deutschen Bundestages endete sein Mandat.

### Sonstiges Engagement
Mieruch ist Mitglied der Deutsch-Israelischen Gesellschaft Berlin-Brandenburg e. V. und Kritiker der BDS-Bewegung.
Im April 2021 gehörte Mieruch zu den Gründungsmitgliedern des Bürgerlich-Freiheitlichen Aufbruchs (BFA), einer Sammlungsbewegung liberal-konservativer Kräfte. Zudem wurde er als Beisitzer in den Vorstand des Vereins gewählt.
Von Juni 2022 bis Ende 2023 war er Bundesvorsitzender des BFA.